# Castor (csillag)
A Castor a második legfényesebb objektum az Ikrek csillagképben. Bayer-féle jelölése α Geminorum, latinul Alpha Geminorum, rövidítve Alpha Gem vagy α Gem. Látszólagos fényességével (1,93) az éjszakai égbolt egyik legfényesebb csillaga. A Castor szabad szemmel egy csillagnak tűnik, de valójában egy hatos rendszer, amely három kettőscsillag-párba rendeződik. Bár a csillagkép "α" betűjelét kapta, kissé halványabb, mint a "β" Geminorum, a Pollux.

## Csillagrendszer
| Komponensek | Periódus | Szeparáció" | Komponensek | Periódus   |
| ----------- | -------- | ----------- | ----------- | ---------- |
| AB          | 459,8 év | 3,9"        | Ab          | 9,2128 nap |
| AB          | 459,8 év | 3,9"        | Bb          | 2,9283 nap |
| AC          | [ 6 ]    | 71"         | Cb          | 0,814 nap  |
| AD          | -        | 179,8"      |             |            |

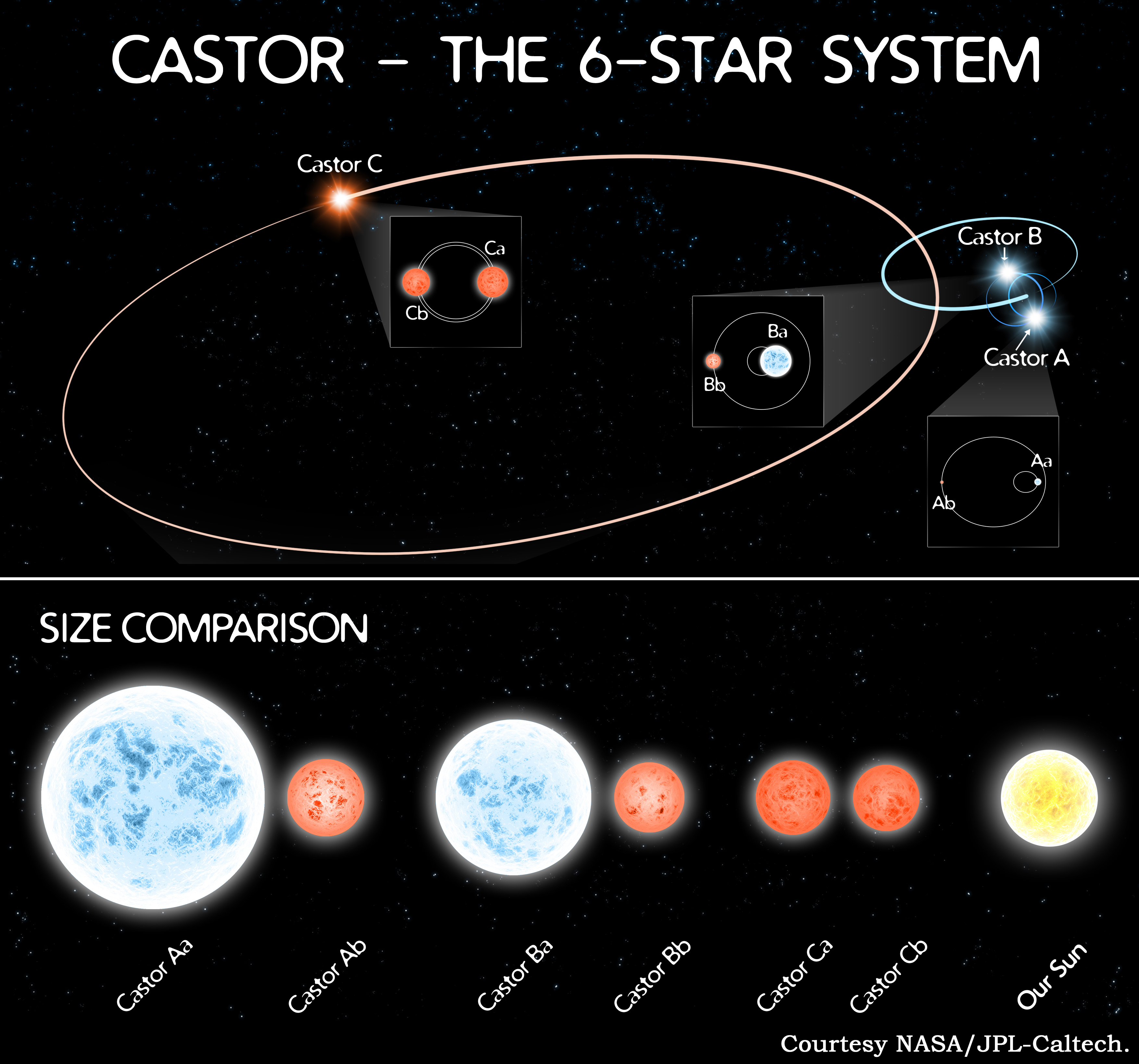
A Castor rendszer komponensei

A Castor egy többszörös csillagrendszer, amely hat csillagból áll; három vizuális komponense van, amelyek mindegyike spektroszkópikus kettőscsillag. A szabad szemmel egyetlen csillagnak látszó Castort először James Pound jegyezte fel kettőscsillagként 1718-ban, de Cassini már 1678-ban észlelhette. A Castor A és a Castor B kettősrendszerek közötti látszó szögtávolság az 1970-es 2″-ről 2017-re 6″-re nőtt a pozíciószög csökkenése mellett. A tagok látszó fényessége 1,9, illetve 3,0 magnitúdó.
A Castor C változócsillag YY Geminorum néven. Ez egy fedési kettőscsillag, amely további változásokat mutat az egyik vagy mindkét csillag felszínén lévő eltérő fényességű területek, valamint szabálytalan kitörések miatt.

## Fizikai tulajdonságok
A Castor 51 fényév távolságra van a Földtől, amit az éves parallaxisból állapítottak meg.
A két legfényesebb csillag A színképtípusú fősorozati csillag, nagyobb tömegű és fényesebb, mint a Nap. Vörös törpe kísérőik tulajdonságait nehéz meghatározni, de feltételezhetően tömegük a Napénak kevesebb, mint a fele.
A Castor B egy Am-csillag, bizonyos fémek különösen erős színképvonalaival.
A Castor C BY Draconis típusú változócsillag. Ezek a változók hűvös törpecsillagok, amelyek forgás közben változnak a foltok vagy a fotoszférájuk egyéb változásai miatt. A Castor C két vörös törpéje szinte azonos, tömegük fél naptömeg körüli, fényességük pedig a Napénak kevesebb, mint 10%-a.
A Castor-rendszer összes vörös törpéjének spektrumában vannak emissziós vonalak, és mindegyikük flercsillag.

## Láthatósága
A Castor január 14-én van oppozícióban, ebben az időszakban éjfélkor delel, az egész éjszaka folyamán megfigyelhető. Fél évvel később, július 14-e környékén a csillag konjunkcióban van a Nappal, ami az jelenti, hogy vele együtt kel és nyugszik, azaz nem figyelhető meg.

## Etimológia és kultúra
A Castor és a Pollux két "égi ikercsillag", akik az Ikrek csillagképnek (latinul ikreket jelent) a nevét adták. A Castor név Kasztórra utal, aki a görög és római mitológiában Zeusz és Léda egyik ikerfia.
A csillagot az arab Al Ras al Taum al Muqadim leírással jegyezték fel, ami lefordítva annyit tesz: a legelső ikerpár feje. Az al Achsasi al Mouakket kalendáriumának csillagkatalógusában ez a csillag az Aoul al Dzira megjelölést kapta, amit latinra Prima Brachii, azaz a mancsban az elsőnek fordítottak.
Kínaiul a 北河 (Běi Hé), vagyis az Északi folyó a Castor, ρ Geminorum és Pollux csillagokból álló aszterizmusra utal, következésképpen magát a Castort 北河二 (Běi Hé èr, magyarul: az Északi folyó második csillaga) néven ismerik.

## Fordítás
Ez a szócikk részben vagy egészben  a   Castor (star) című angol Wikipédia-szócikk ezen változatának fordításán alapul.  Az eredeti cikk szerkesztőit annak laptörténete sorolja fel. Ez a jelzés csupán a megfogalmazás eredetét és a szerzői jogokat jelzi, nem szolgál a cikkben szereplő információk forrásmegjelöléseként.